# Tuvalu aux Jeux olympiques d'été de 2020
Les Tuvalu participent aux Jeux olympiques de 2020 à Tokyo au Japon. Il s'agit de leur 4e participation à des Jeux d'été.

## Athlétisme
Les Tuvalu bénéficient de deux places attribuées au nom de l'universalité des Jeux. Karalo Hepoiteloto Maibuca dispute le 100 mètres masculin.
| Athlète                    | Épreuve        | Tour préliminaire | Tour préliminaire | 1er tour | 1er tour | Demi-finale | Demi-finale | Finale   | Finale   |
| Athlète                    | Épreuve        | Temps             | Rang              | Temps    | Rang     | Temps       | Rang        | Temps    | Rang     |
| -------------------------- | -------------- | ----------------- | ----------------- | -------- | -------- | ----------- | ----------- | -------- | -------- |
| Karalo Hepoiteloto Maibuca | 100 m masculin | 11 s 42 NR        | 9e                | Éliminé  | Éliminé  | Éliminé     | Éliminé     | Éliminé  | Éliminé  |
| Matie Stanley              | 100 m féminin  | 14 s 52           | 8e                | Éliminée | Éliminée | Éliminée    | Éliminée    | Éliminée | Éliminée |